# Франшизинг
Франшизинг представља уговорни однос између даваоца и примаоца франшизе, којим се даје право примаоцу да послује под именом франшизатора, користећи сва расположива знања, процедуре и начин пословања, који је под тим именом развијен.
Франшизатор (произвођач, увозник, гросиста) уступа франшизеру, преко уговора о франшизи, своју робу на продају, а такође му уступа и своју технологију рада, маркетинг, бренд, корпоративни и робни знак (жиг), карактеристичан идентитет (препознатљивост) и све друго што ће франшизеру помоћи да се идентификује, снађе и да лакше и брже продаје добијену робу, док франшизер плаћа франшизатору уговором одређену цену провизије (накнаде).
Франшизер обично обезбеђује (нуди франшизатору) пословни простор и радну снагу.